# Shiodome City Center
Le Shiodome City Center est un gratte-ciel de bureaux construit à Tokyo de 2000 à 2003 dans le quartier Shiodome. Au moment de sa construction, c'était l'un des plus hauts gratte-ciel de Tokyo. La surface de plancher de l'immeuble est de 188 000 m2. Le Shiodome City Center abrite entre autres le siège d'All Nippon Airways.
L'immeuble a été conçu par l'agence de l'architecte irlandais Kevin Roche.